# Coleman (Michigan)
Pour les articles homonymes, voir Coleman.
Coleman est une ville du comté de Midland, dans l'État du Michigan, aux États-Unis. En 2020, sa population était de 1 262 habitants.
Elle a donné son nom à la météorite de Coleman, tombée sur la localité dans la nuit du 19 au 20 octobre 1994.